# Partjärnarna, Lappland
Partjärnarna är en sjö i Åsele kommun i Lappland och ingår i Gideälvens huvudavrinningsområde.